# El Pirú Tepozotlán (El Pirú)
El Pirú Tepozotlán es una localidad de México perteneciente al municipio de Metztitlán en el estado de Hidalgo.

## Toponimia
El nombre de "Pirú" viene derivado de la palabra: pirul, el cual tiene el significado de: turbinto; tipo de árbol del Perú, (Schinus mollae) y viene del topónimo "Perú" y este de quechua Viru: "nombre de un río en el norte de Perú".
En cuanto a la palabra "Tepozotlán" es una derivación de la palabra "tepotzotlán" de origen náhuatl, compuesto por los vocablos: Tepotzotli o Teputzotli, joroba y Tlan, entre; significa “Entre jorobados”. Se le ha dado otro significado a su nombre, pues los pobladores de este lugar han relatado historias acerca del porqué se llama así, entre historias ha surgido la más popular cual dicta que, cuando los primeros pobladores llegaron a la región, vieron un árbol del Perú, pero debido a la mala pronunciación sobre el español por el otomí, confunfieron las palabras llamándole: "pirú, pirul".

## Geografía

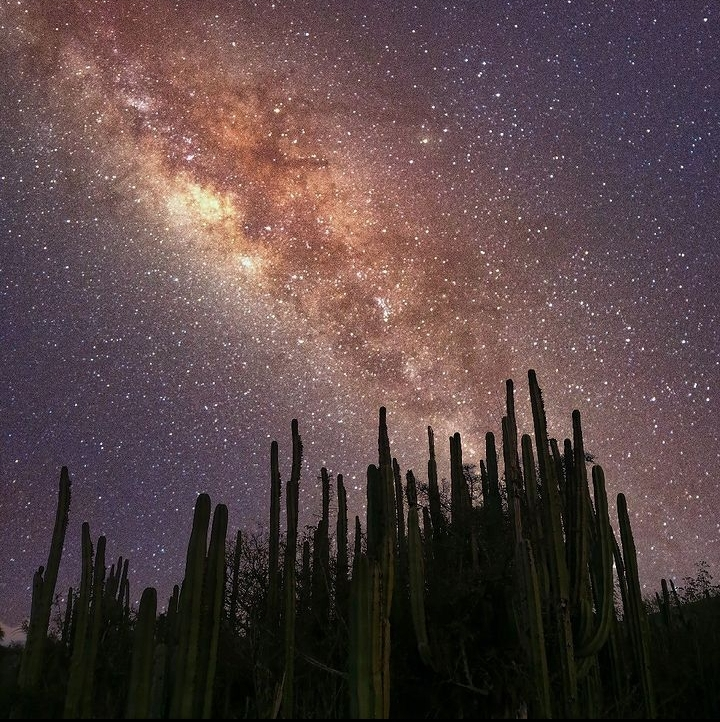
Cielo estrellado en El Pirú Tepozotlán.

Se encuentra en la región de la Sierra Baja; a la localidad le corresponden las coordenadas geográficas 20° 31’ 37.059” de latitud norte y 98° 47’ 11.511” de longitud oeste, con una altitud de 1597 m s. n. m. Cuenta con un clima seco semicálido.
En cuanto a fisiografía se encuentra dentro de las provincia de la Sierra Madre Oriental, dentro de la subprovincia del Carso Huasteco; su terreno es de sierra, y cañón. En lo que respecta a la hidrografía se encuentra posicionado en la región del Pánuco; en las cuenca del río Moctezuma; y en la suncuenca del río Meztitlán.

### Ecología
El Pirú está en una región montañosa y seca. Alberga una rica diversidad de flora y fauna de origen desértico, lo cual casi no es tan apropiado para su agricultura debido a las extremas temperaturas en verano.

### Hidrografía
En El Pirú, Tepozotlán, se encuentra un jagüey con una superficie de agua que puede mantenerse llena durante hasta 8 meses a pesar de la escasa lluvia mensual en la región. Este jagüey tiene aproximadamente 100 metros de ancho y 150 metros de largo. A diferencia de la laguna de Metztitlán que varía en tamaño a lo largo del año según el caudal del río y puede alcanzar una profundidad de 9 a 10 metros con un volumen de agua de alrededor de 15 hm³, el jagüey de El Pirú es más estable en sus dimensiones y capacidad de retener agua.
La laguna en la región de El Pirú es significativamente menor, y su nivel de agua se mantiene más constante a lo largo del año, sin las amplias fluctuaciones estacionales y las inundaciones extremas que se observan en la cuenca de la laguna anterior. El jagüey se extiende en una forma peculiar de flecha con las dimensiones apropiadas para ofrecer un recurso valioso y confiable para el ganado de la comunidad local. 

#### Flora
La ubicación de El Pirú Tepozotlán cerca de la Barranca de Metztitlánasí cómo su ubicación entre el Río de Metztitlán y el Río Amajac en el centro del estado de Hidalgo, influye de cierta forma sus actuales condiciones de aridez, debido al efecto de sombra de lluvia que aquella ejerce; debido a las diferencias de altitud, que van desde los 1000 m hasta los 2000 m.
En cuanto a la flora; una de los árboles más importantes que conforma la zona entre El Pirú Tepozotlán y El Palmar son: 
- Zoapatle (Montanoa Tormentosa)
- Maguey (Agave)
- Cactus Órgano (Lophocereus marginatus)
- Rosa Blanca (Vauquelina corymbosa)
- Árbol del Paraíso (Melia azedarach)
- Palma de Petate (Leucothrinax)
- Nopal (Opuntia ficus-indica)
- Cactus Erizo (Kroenleinia grusonii)
- Cardones (Echinopsis atacamensis)
- Huizache (Vachellia farnesiana)
- Mezquite (Prosopis juliflora)
- Huisache (Vachellia farnesiana)
- Capulín (Prunus salicifolia)
- Chicalote (Argemone munita)
- Gualumbo o Flor de Maguey (Agave)
- Cempasúchil (Tagetes erecta)

En cuanto a los estratos herbáceos más importantes son:
- Campanilla Morada (Ipomea purpurea)
- Verdolaga (Portulaca oleracea)
- Pasto Navajita (Bouteloa gracilis)
- Quelite (Amaranthus hybridus)
- Bugambilia (Bougainvillea spectabilis)

#### Fauna
Gracias a los testimonios de los pobladores que habitan la comunidad de El Pirú Tepozotlán, se determinaron las siguientes especies más importantes para el lugar.
Mamíferos
- Zorra Gris (Urocyon cinereoargentus)
- Coyote (Canis latrans)
- Alcón (Falco sparverius)
- Chipitirrin (Pyrocephalus rubinus)
- Mosquito (Culicidae)
- Golondrina (Hirundo rustica)
- Gato (Felis silvestris catus)
- Perro (Canis familiaris)
- Caballo (Equus ferus caballus)
- Vacas/Toros (Bos taurus)
- Cabra (Capra aegagrus hircus)
- Ovejas (Ovis orientalis aries)

Reptiles
- Cascabel (Crotalus atrox)
- Serpientes (Serpentes)
- Lagartija (Sceloporus variabilis variabilis)

## Economía

### Agricultura
En la localidad como actividad principal solamente se práctica la agricultura temporal cosechando una vez al año. El principal cultivo que se realiza es la siembra del maíz. Debido a las temperaturas extremas de el último lustro. 
Sin embargo anteriormente se solía sembrar de 2 a 4 veces al año. 

### Ganadería
Las actividades principales que se llevan a cabo en las partes altas y montañosas de la región de la localidad es la cría del ganado caprino y del ganado vacuno. Los pobladores pastorean su ganado entre las 6 de la mañana y entre las 8 de la mañana entre los cerros de la localidad.

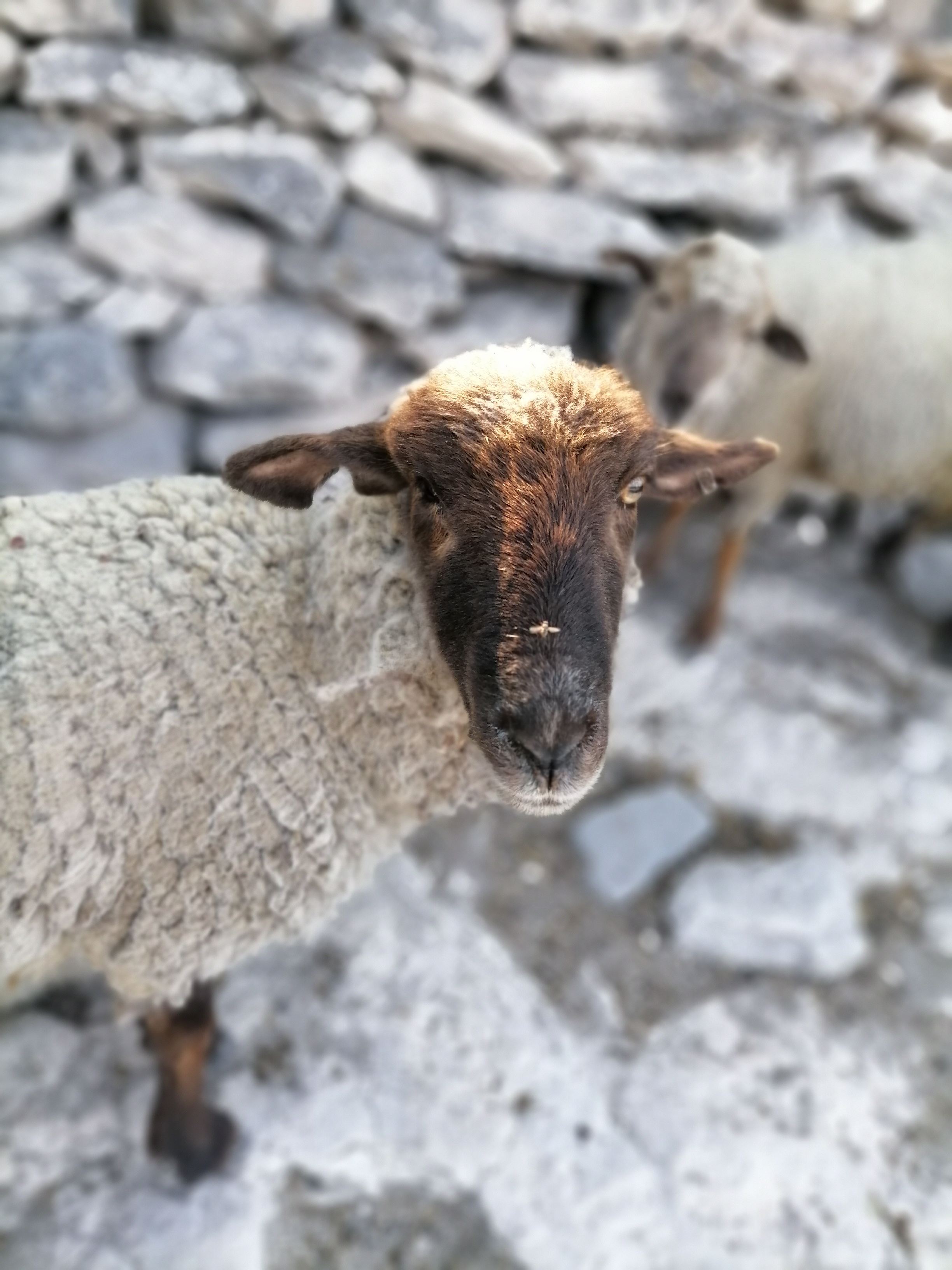
Borrega en Hogar de El Pirú.

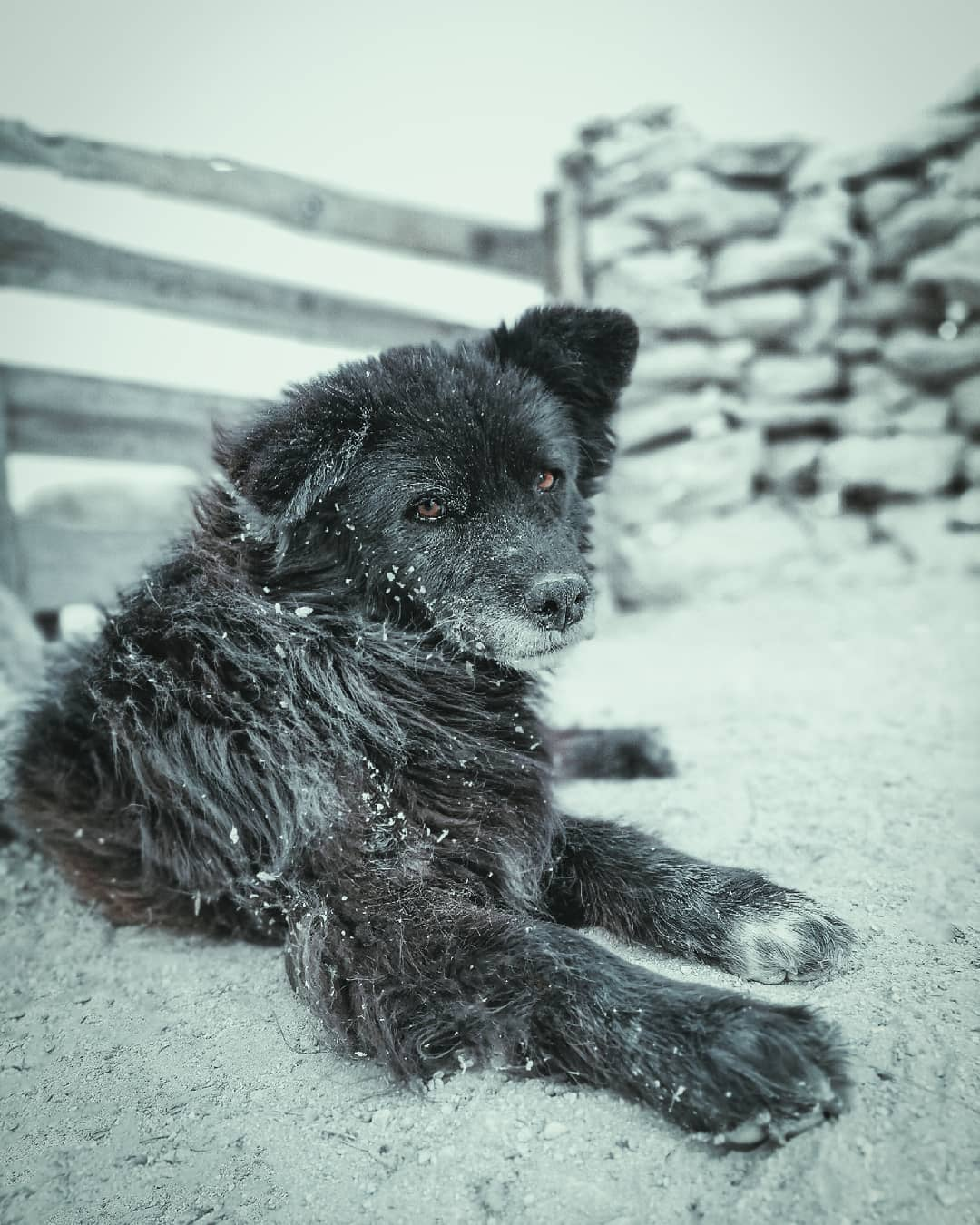
Perro en la localidad.

## Demografía
En 2020 registró una población de 338 personas, lo que corresponde al 1.61 % de la población municipal. De los cuales 162 son hombres y 176 son mujeres.
| Gráfica de evolución demográfica de El Pirú Tepozotlán entre 1900 y 2020                     |
|                                                                                              |
| Población de los censos y conteos del Instituto Nacional de Estadística y Geografía (INEGI). |

## Cultura

### Arquitectura
En el periodo entre 2018 y 2019, se llevaron a cabo trabajos de pintura en el cerro de El Pirú. Este proyecto involucró la creación de letras grandes en la superficie del cerro, que fueron pintadas utilizando cal, con brochas y escobas. Según cuentan los pobladores, las personas encargadas de realizar esta labor se enfrentaron a condiciones desafiantes, ya que se colgaban de las ramas de los árboles y de las piedras para alcanzar y pintar las letras en el terreno accidentado del cerro.
El proceso de pintura llevó aproximadamente una semana en completarse, y el resultado fue la creación de letras grandes y visibles en el cerro de El Pirú, que dan la bienvenida a los visitantes, en un eslogan que dice: Bienvenidos Al Pirú.

### Festivales y fiestas populares
La fiesta patronal en El Pirú, Tepozotlán, que se celebra cada 13 de junio en honor a San Antonio de Padua, es una festividad vibrante y llena de tradiciones. Comienza con las mañanitas y una misa en honor al santo. Luego, el pueblo se reúne para un convivio general con la gastronomía típica de la localidad. Además de que se realizan juegos y dinámicas cómo los torneos de Basketball y de Fútbol para disfrutar en comunidad.
Uno de los puntos destacados de la celebración es un torneo de rayuela, seguido de un jaripeo ranchero que muestra la cultura y destrezas locales. Una procesión por las calles lleva la imagen de San Antonio en una demostración de fe y devoción. 
La noche cobra vida con la quema de fuegos pirotécnicos, incluyendo un castillo pirotécnico y un torito pirotécnico que iluminan el cielo y brindan un espectáculo visual. La festividad culmina con un baile de rancho, donde la música y la danza son parte traidicional de la comunidad, uniendo al pueblo en honor a San Antonio de Padua.

### Día de Muertos
La celebración del Día de Muertos en El Pirú, Tepozotlán, se destaca por su profundo arraigo cultural y la importancia que se le otorga a la flor de cempasúchil. En esta comunidad, se cultiva abundantemente esta flor, que es esencial en las festividades del Día de Muertos. 
La mayoría de las calles y los hogares se adornan con ofrendas de altares coloridos que incluyen alimentos, objetos personales y, por supuesto, cempasúchil. 
En el Día de Muertos, las familias visitan el panteón regional ubicado en el centro de la comunidad, llevando consigo las flores de cempasúchil y otros elementos de las ofrendas. Allí, decoran las tumbas de sus seres queridos y pasan tiempo en compañía de sus familiares. Esta celebración es una ocasión para la reflexión, el respeto y la conexión con las generaciones pasadas, y la presencia del cempasúchil juega un papel fundamental en la creación de un ambiente festivo y reverente a la vez.

## Galería de Fotos

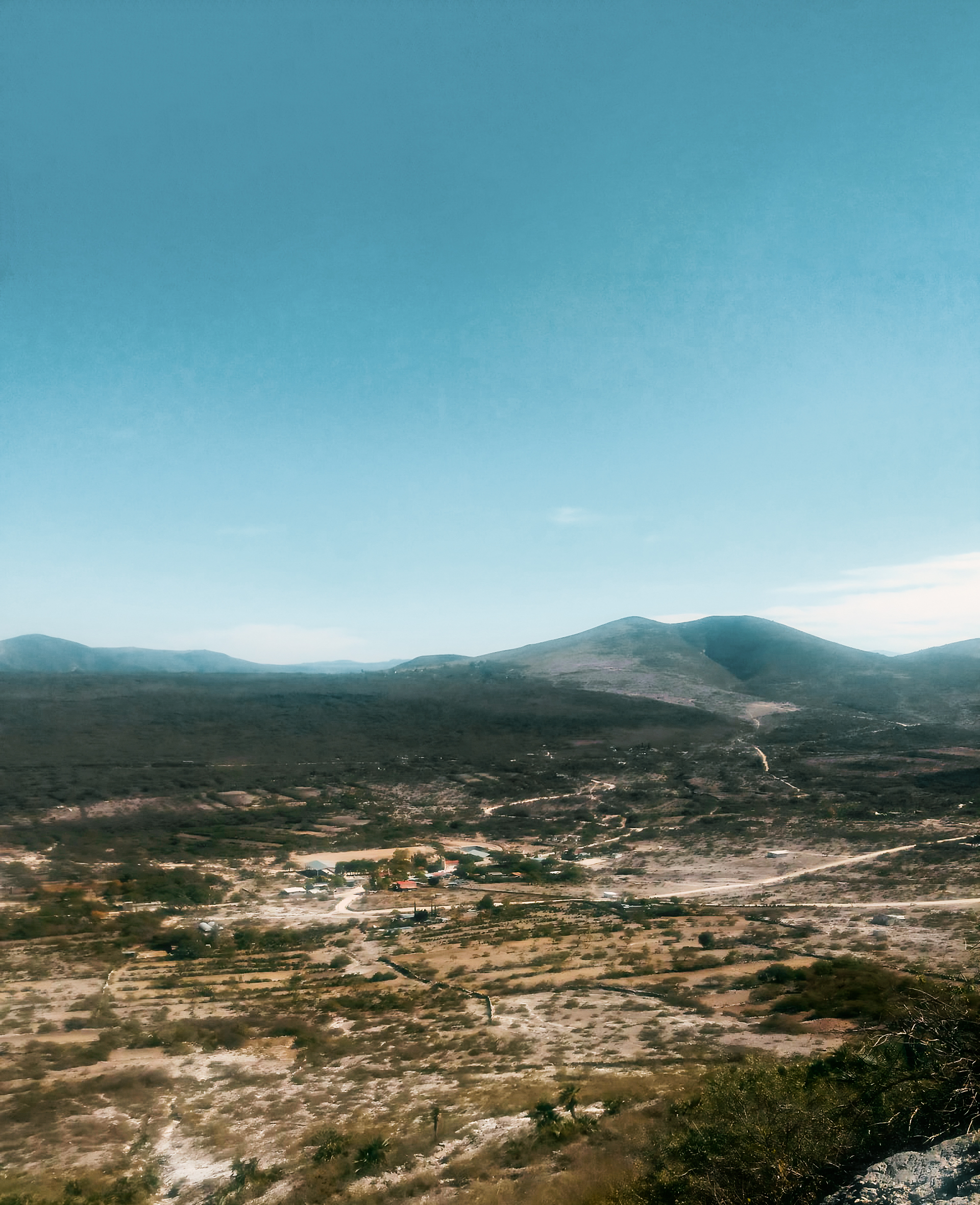
El Pirú vista desde el Cerro de El Palmar.
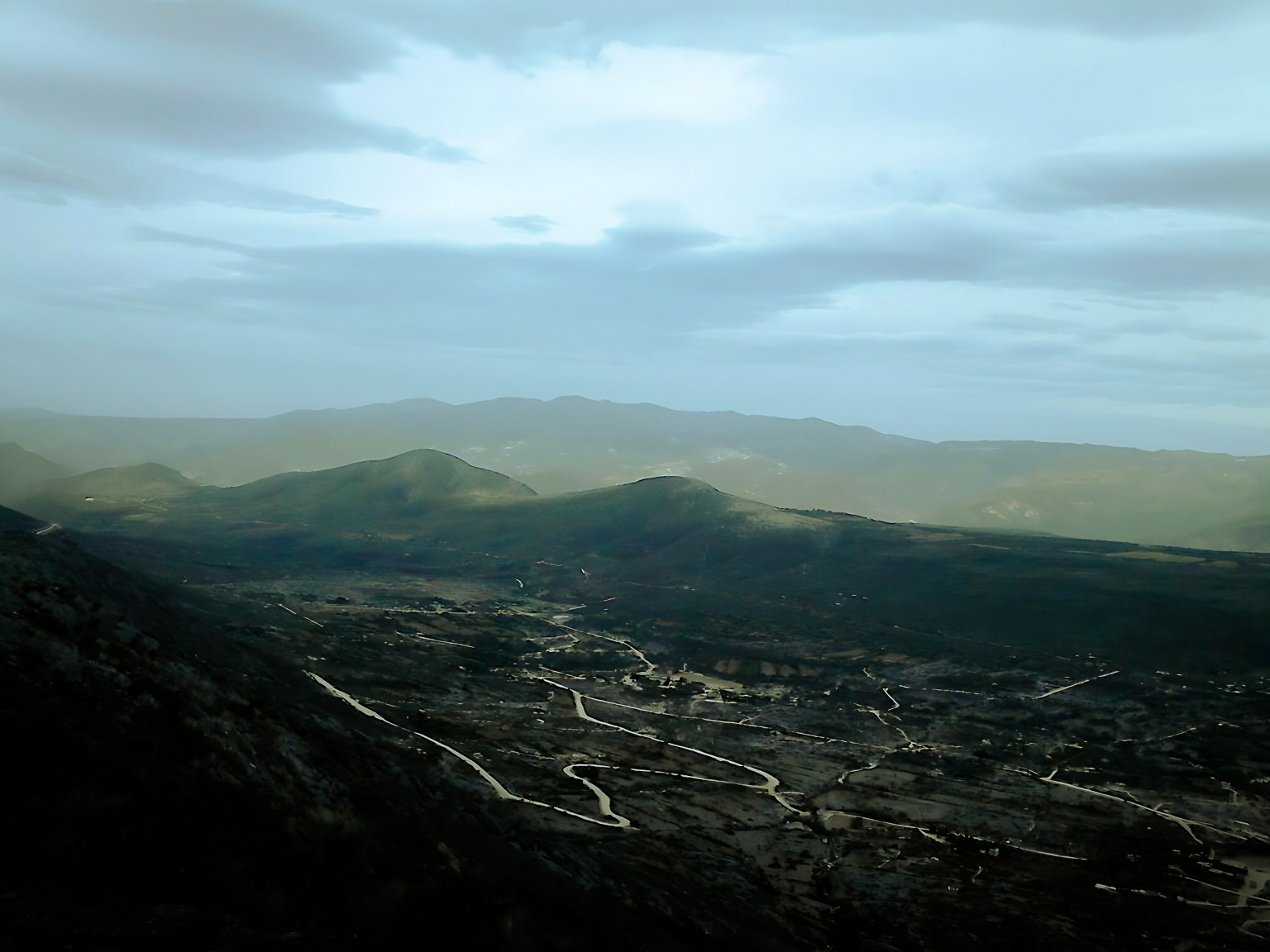
El Pirú, vista desde Cerro Blanco.
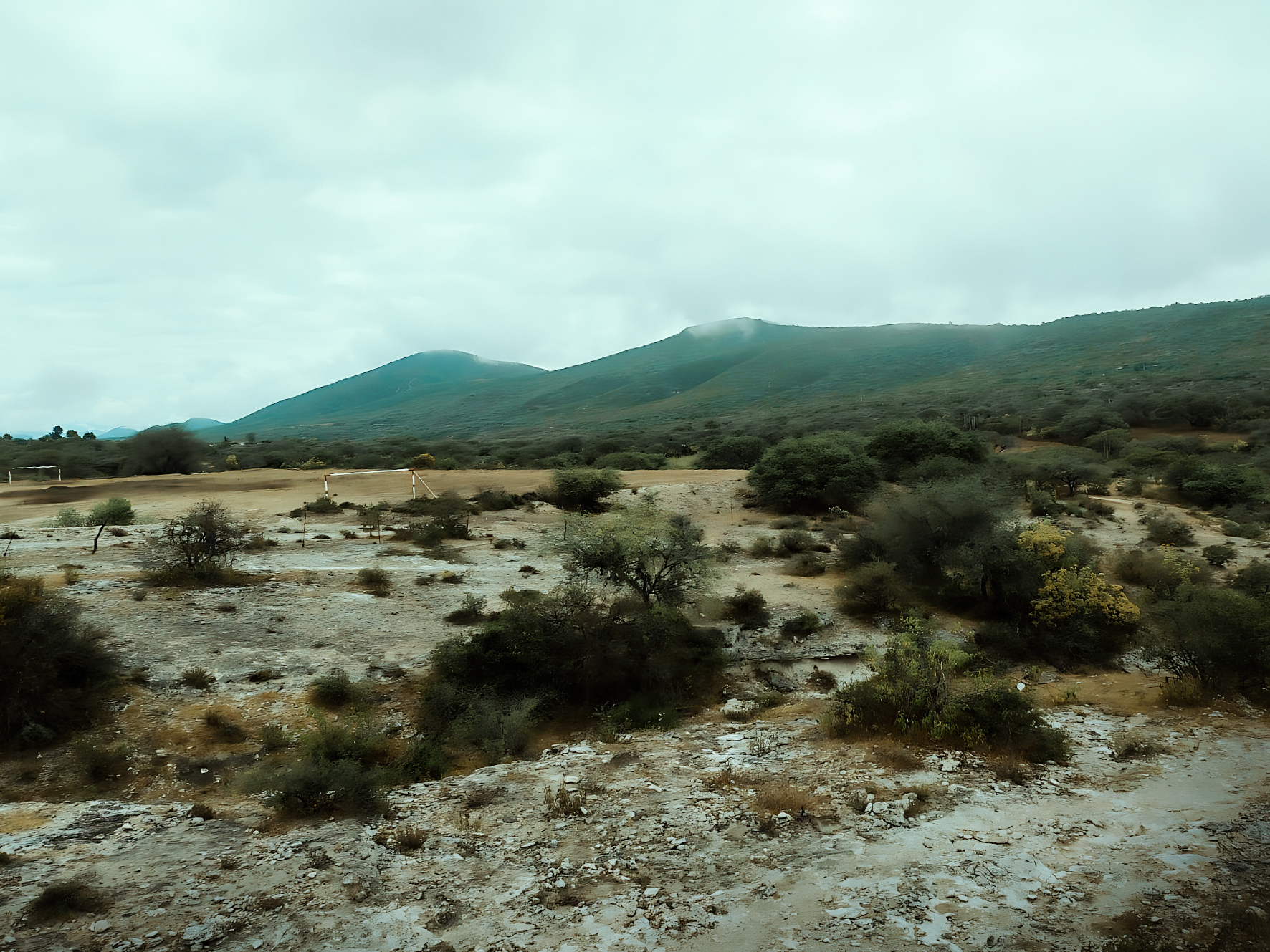
Vista panorámica de El Pirú Tepozotlán desde el suelo.
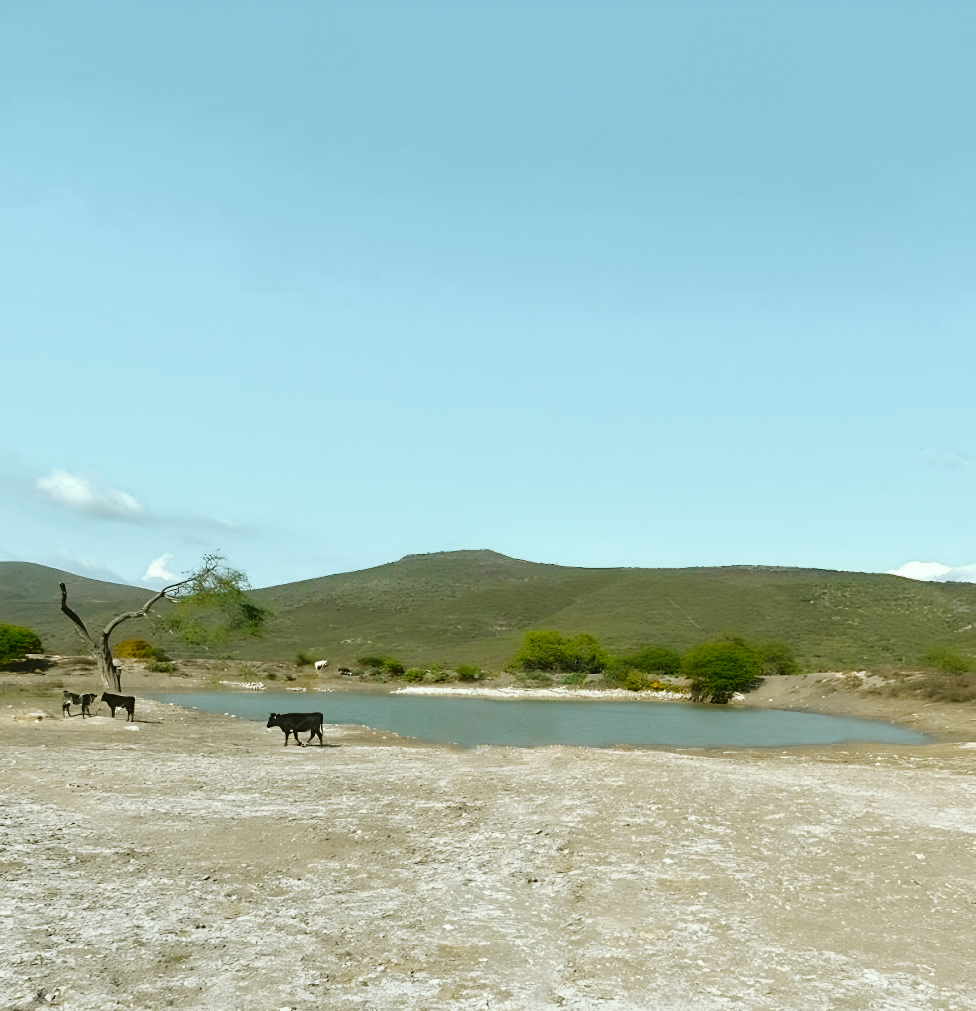
Jagüey de El Pirú Tepozotlán.